# Lijst van Vlaamse ministers van Brusselse Aangelegenheden
Dit is een lijst van ministers van Brusselse Aangelegenheden in de Vlaamse regering. 
De Vlaamse minister van Brusselse Aangelegenheden of kortweg de Vlaamse minister van Brussel is een ministersfunctie in de Vlaamse Regering die doorgaans wordt toegewezen aan de Vlaamse minister die woonachtig is in het Brussels Hoofdstedelijk Gewest (BHG).
De bijzondere wet tot hervorming der instellingen bepaalt een aantal zaken met betrekking tot Brusselse leden in de Vlaamse Regering (en de Franse Gemeenschapsregering). Zo moet minstens één minister in deze regeringen zijn woonplaats hebben in Brussel-Hoofdstad. In de Vlaamse Regering heeft deze minister slechts raadgevende stem wanneer ze over gewestelijke bevoegdheden beslist. Meestal houdt deze minister namens de Vlaamse Gemeenschap toezicht op de Vlaamse Gemeenschapscommissie (VGC) in Brussel; hij heeft raadgevende stem bij de vergaderingen van het VGC-College.
Hieronder volgt de lijst van deze ministers. De ministers in cursief kwamen wel uit Brussel maar hadden niet expliciet de bevoegdheid over Brusselse aangelegenheden.

## Lijst
| Nr. | Minister | Minister                  | Partij | Partij   | Begin             | Einde             | Regering(en)                             | Bevoegdheid                                |
| --- | -------- | ------------------------- | ------ | -------- | ----------------- | ----------------- | ---------------------------------------- | ------------------------------------------ |
| 1   |          | Rika Steyaert (1925-1995) |        | CVP      | 22 december 1981  | 3 februari 1988   | Geens I, II                              | Geen bevoegdheid                           |
| 2   |          | Hugo Weckx (1935)         |        | CVP      | 3 februari 1988   | 20 juni 1995      | Geens III, IV, Van den Brande I, II, III | Brusselse Aangelegenheden/ Brusselse Zaken |
| 3   |          | Anne Van Asbroeck (1957)  |        | SP       | 20 juni 1995      | 22 september 1997 | Van den Brande IV                        | Brusselse Aangelegenheden                  |
| 4   |          | Brigitte Grouwels (1953)  |        | CVP      | 22 september 1997 | 13 juli 1999      | Van den Brande IV                        | Brusselse Aangelegenheden                  |
| 5   |          | Bert Anciaux (1959)       |        | VU       | 13 juli 1999      | 2 juli 2002       | Dewael                                   | Brusselse Aangelegenheden                  |
| 6   |          | Guy Vanhengel (1958)      |        | VLD      | 3 juli 2002       | 10 juni 2003      | Dewael                                   | Brusselse Aangelegenheden                  |
| 7   |          | Adelheid Byttebier (1963) |        | Groen!   | 10 juni 2003      | 20 juli 2004      | Somers                                   | Geen bevoegdheid                           |
| (5) |          | Bert Anciaux (1959)       |        | spirit   | 20 juli 2004      | 13 juli 2009      | Leterme, Peeters I                       | Brussel                                    |
| 8   |          | Pascal Smet (1967)        |        | sp.a     | 13 juli 2009      | 25 juli 2014      | Peeters II                               | Brusselse Zaken                            |
| 9   |          | Sven Gatz (1967)          |        | Open Vld | 25 juli 2014      | 2 oktober 2019    | Bourgeois, Homans                        | Brussel/ Brusselse Aangelegenheden         |
| 10  |          | Benjamin Dalle (1982)     |        | CD&V     | 2 oktober 2019    | 30 september 2024 | Jambon                                   | Brussel                                    |
| 11  |          | Cieltje Van Achter (1979) |        | N-VA     | 30 september 2024 | heden             | Diependaele                              | Brussel                                    |